# Miguel Cané
Miguel Cané (Montevidéu, 27 de janeiro de 1851 — Buenos Aires, 5 de setembro de 1905) foi um advogado, político, jornalista e um dos mais importantes escritores da literatura argentina da "geração dos 80".

## Vida e obra
Miguel Cané nasceu em Montevidéu e aos dois anos mudou-se com sua família para Buenos Aires, logo após a queda de Juan Manuel de Rosas.
Entre 1863 e 1868 cursou o bacharelado no Colégio Nacional de Buenos Aires. Sua juventude e sua experiência estudantil foram descritas no livro Juvenilia (1884).
Trabalhou nos jornais La Tribuna e no El Nacional, redigido por Domingo Faustino Sarmiento e Vélez Sársfield.
Formou-se advogado pela Universidade de Buenos Aires em 1878. Foi também intendente, ministro das relações exteriores, deputado provincial e nacional e ocupou uma cadeira no senado em 1898. Como resultado de suas experiências fora país, escreveu En viaje (1884).